# Aluminiumgalliumarsenid
Aluminiumgalliumarsenid (AlxGa1−xAs) ist ein Halbleiter mit nahezu dem gleichen Gitterparameter wie GaAs, aber einer größeren Bandlücke. Der Aluminiumanteil x kann bei der Synthese zwischen 0 und 100 % variiert werden, wodurch die Bandlücke zwischen 1,42 eV (GaAs) und 2,16 eV (AlAs) eingestellt werden kann. Für x < 0,4 liegt eine direkte Bandlücke vor, ansonsten besteht eine indirekte Bandlücke.
Die Formel AlGaAs wird als Kurzbezeichnung benutzt, wenn der Aluminiumgehalt unbestimmt ist.
Die ternäre Verbindung AlGaAs ist ein sehr wichtiges Materialsystem in der Grundlagenforschung und industriellen Anwendung. Wegen des von der Zusammensetzung nahezu unabhängigen Gitterparameters ist es mit epitaktischen Methoden wie der Molekularstrahlepitaxie oder der metallorganischen Gasphasenepitaxie (engl.: metal organic vapor phase epitaxy, MOVPE) möglich, unverspannte Halbleiter-Heterostrukturen herzustellen.
Die Möglichkeit, die Bandlücke in verschiedenen Bereichen verschieden zu gestalten, ist die Grundlage für elektronische Bauelemente wie Diodenlaser, Leuchtdioden, Heterojunction bipolar transistoren (HBT) und High Electron Mobility Transistoren (HEMT).
Die Verbindung besitzt eine Kristallstruktur vom Zinkblendetyp mit der Raumgruppe F43m (Raumgruppen-Nr. 216).